# Stig Grenov
Stig Grenov (født i 1961) er en dansk skolelærer, tillidsmand og politiker. Han blev valgt som landsformand for Kristendemokraterne den 27. oktober 2012, hvor han afløste Per Ørum Jørgensen. Han havde indtil da været partiets politiske næstformand og blev valgt uden modkandidater. Han har været medlem af partiet siden 1990.
Han blev lærer i 1986 fra Hellerup Seminarium med linjefag i matematik, fysik/kemi, geografi og historie. Ansat på Maglegårdsskolen i Hellerup 1986-1998. Han har siden 1999 undervist på Marie Mørks Skole i Hillerød.

## Politisk karriere
Stig Grenov var ved folketingsvalget i 2019 Kristendemokraternes folketingskandidat i Københavns Storkreds.
Som følge af stress tog Stig Grenov fra uge 20 i 2019 sygeorlov fra formandsjobbet for KristenDemokraterne. I orlovsperioden blev formandsposten varetaget af næstformanden Isabella Arendt. Isabella overtog den 13. oktober 2019 posten som landsformand.